# Plasmatics
Plasmatics — американская метал-панк-группа, образованная в 1977 году в Нью-Йорке порно-антрепренёром Родом Свенсоном (называвшим себя «анти-художником»), который взял на себя функции менеджера ансамбля.

## История
Певица Уэнди О. Уильямс оказалась в составе после того, как откликнулась на объявление о наборе в труппу экспериментального «театра для взрослых» под названием Captain Kink, которым Свенсон в то время руководил. Двумя другими постоянными участниками коллектива стали гитаристы Ричи Стоттс и Уэс Бич (участники ритм-секции постоянно менялись)..
Plasmatics поначалу были в штыки встречены критикой: лишь задним числом последняя признала, что группа во многом опередила своё время, впервые «решившись соединить стремительность панк-рока с хэви-металлической гитарной мощью».
Однако, в истории рок-музыки The Plasmatics остались прежде всего как устроители экстремальных шоу, которые были запрещены во многих городах мира (в частности, в Лондоне, где группа была объявлена «анархистской»). На своих концертах музыканты разбивали молотками телевизоры и динамики, распиливали гитары, уничтожали другие «продукты массового потребления» и даже взрывали автомобили, подвергая опасности себя и зрителей.
Уильямс (которую называли «королевой шок-рока») не раз оказывалась под арестом; в 1981 году в Милуоки она предстала перед судом по обвинению в непристойном поведении; судебное разбирательство вызвало скандал, прежде всего потому, что, как выяснилось, в полицейском участке Уильямс была жестоко избита (полицейские утверждали, что сами подверглись с её стороны нападению). «В конце 70-х — начале 80-х годов на нью-йоркской панк-сцене, где шокировать аудиторию часто считалось делом привычным, никто не обладал более ярко выраженным талантом устраивать скандал, чем Plasmatics», — признает Allmusic.
В 1983 году Уильямс при участии Джина Симмонса из Kiss начала успешную сольную карьеру (хотя, в сущности, под названием WOW скрывались те же Plasmatics). В 1988 году, после выхода пятого студийного альбома группа распалась.
6 апреля 1998 года Вэнди О. Уильямс покончила с собой, положив конец всем надеждам на воссоединение. В 2000 новая компания Plasmatics Media, Ltd начала выпускать ремастеринг каталога группы. В 2002 году вышли два сборника хитов: Put Your Love in Me: Love Songs for the Apocalypse и Final Days: Anthems for the Apocalypse.

## Дискография

### Студийные альбомы
- New Hope for the Wretched (1980) Stiff Records, #55 UK[4]
- Beyond the Valley of 1984 (1981) Stiff Records
- Coup d’Etat (1982) Capitol Records
- Maggots: The Record (1986) Profile Records
- Coup De Grace (2000) Gigasaurus Records

### WOW
- W.O.W. (1984)
- Kommander of Kaos (1986)

### EPs
- Meet the Plasmatics (12" EP, 1979)
- Butcher Baby EP (12" EP, 1980)
- Metal Priestess (12" EP, 1981)

### Синглы
- Butcher Baby b/w Fast Food Service (Live), Concrete Shoes (Live) (1978)
- Dream Lover b/w Corruption, Want You Baby (1979)
- Butcher Baby b/w Tight Black Pants (Live) (1980)
- Monkey Suit b/w Squirm (Live) (1980)